# 阿尔贝奥斯特
阿尔贝奥斯特（法語：Arbéost，法語發音：[aʁbeɔst]）是法国上比利牛斯省的一个市镇，属于阿热莱斯加佐斯特区。

## 地理
阿尔贝奥斯特（42°59'53"N, 0°17'7"W）面积14.9 平方千米，位于法国奧克西塔尼大區上比利牛斯省，该省份为法国西南部内陆省份，北至热尔省，西接大西洋比利牛斯省，南与西班牙接壤，东临上加龙省。
与阿尔贝奥斯特接壤的市镇（或旧市镇、城区）包括：卢维苏比龙、费里耶尔、贝奥斯特、阿朗斯-马尔苏斯。
阿尔贝奥斯特的时区为UTC+01:00、UTC+02:00（夏令时）。

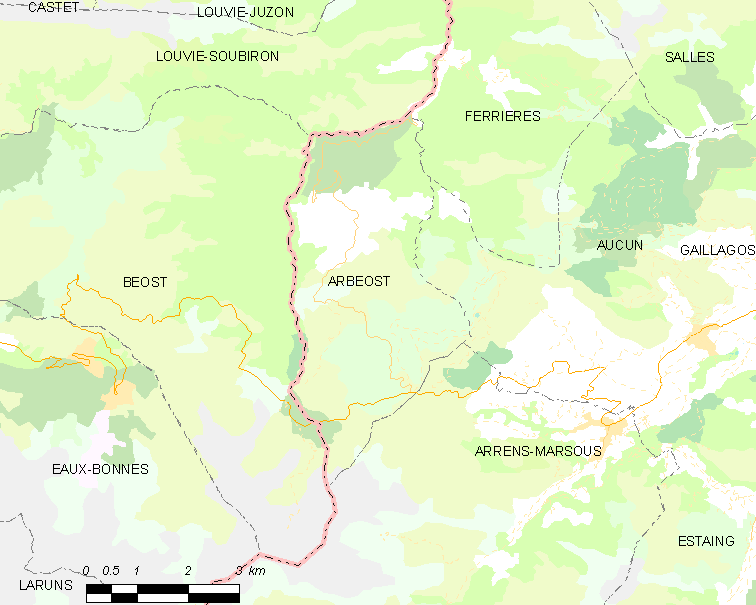
阿尔贝奥斯特的OSM定位图

## 行政
阿尔贝奥斯特的邮政编码为65560，INSEE市镇编码为65018。

## 政治
阿尔贝奥斯特所属的省级选区为激流谷县。

## 人口

1962-2008年间阿尔贝奥斯特人口变化图示

阿尔贝奥斯特于2022年1月1日时的人口数量为78人。